# Шамшев, Сергей Григорьевич
Сергей Григорьевич Шамшев (1878 — 1942) — первый командующий пограничными войсками РСФСР, полковник.

## Биография
Из дворян, православный, женат. Окончил окружное училище, затем Новочеркасское казачье юнкерское училище по 1-му разряду и 28 августа 1896 направлен на службу в 14-й Донской казачий полк. Затем с 1901 военную службу продолжил в 3-й Аренсбургской бригаде ОКПС. До марта 1918 начальник отделения пограничного надзора Управления Отдельного пограничного корпуса.
С марта 1918 заведующий пограничным и корчемным надзором Главного управления пограничной охраны. При его непосредственном участии создавалась советская пограничная охрана, разрабатывались декрет Совета народных комиссаров об учреждении пограничной охраны от 28 мая 1918 года, «Инструкция для начальника округа пограничной охраны по организации и формированию управления и районов округа» (июнь 1918 года) и другие документы.
В сентябре 1918 по рекомендации военных комиссаров Совета пограничной охраны П. Ф. Федотова и В. Д. Фролова, которые характеризовали его как деятельного организатора и хорошего знатока специального дела пограничной охраны, и, в то же время, безусловно, стоящего на платформе Советской власти и всецело сочувствующего РКП(б), назначен начальником Главного управления пограничной охраны (с февраля 1919 Главное управление пограничных войск). Оставался на этом посту до сентября 1919. 

### Звания
- хорунжий (старшинство 1 сентября 1898);
- корнет (12 сентября 1901);
- поручик (6 декабря 1902);
- штабс-ротмистр (6 декабря 1906 или 1 января 1909);
- ротмистр;
- подполковник;
- полковник.